# Tiszaalpár
Tiszaalpár is een plaats (nagyközség) en gemeente in het Hongaarse comitaat Bács-Kiskun. Tiszaalpár telt 5139 inwoners (2007).